# SAMU - Urgences de France
Cet article concerne le syndicat. Pour le centre, voir Service d'aide médicale urgente.
SAMU - Urgences de France (SUdF) est un syndicat français de médecine d'urgence, fondé en 1975 sous le nom « Samu de France ».

## Organisation

### Présidents
- Marc Giroud (2002-2014)[2]
- François Braun (chef de service des urgences du CHR de Metz-Thionville) (2014-2022)[3]
- Marc Noizet (chef du service d'urgence du groupe hospitalier de la région de Mulhouse et Sud-Alsace (GHRMSA) et du Samu du Haut-Rhin) (depuis 2022)

### Secrétaires généraux
- Marc Giroud (1975-2002)[2]